# Pięciobój wojskowy na Światowych Wojskowych Igrzyskach Sportowych 2007

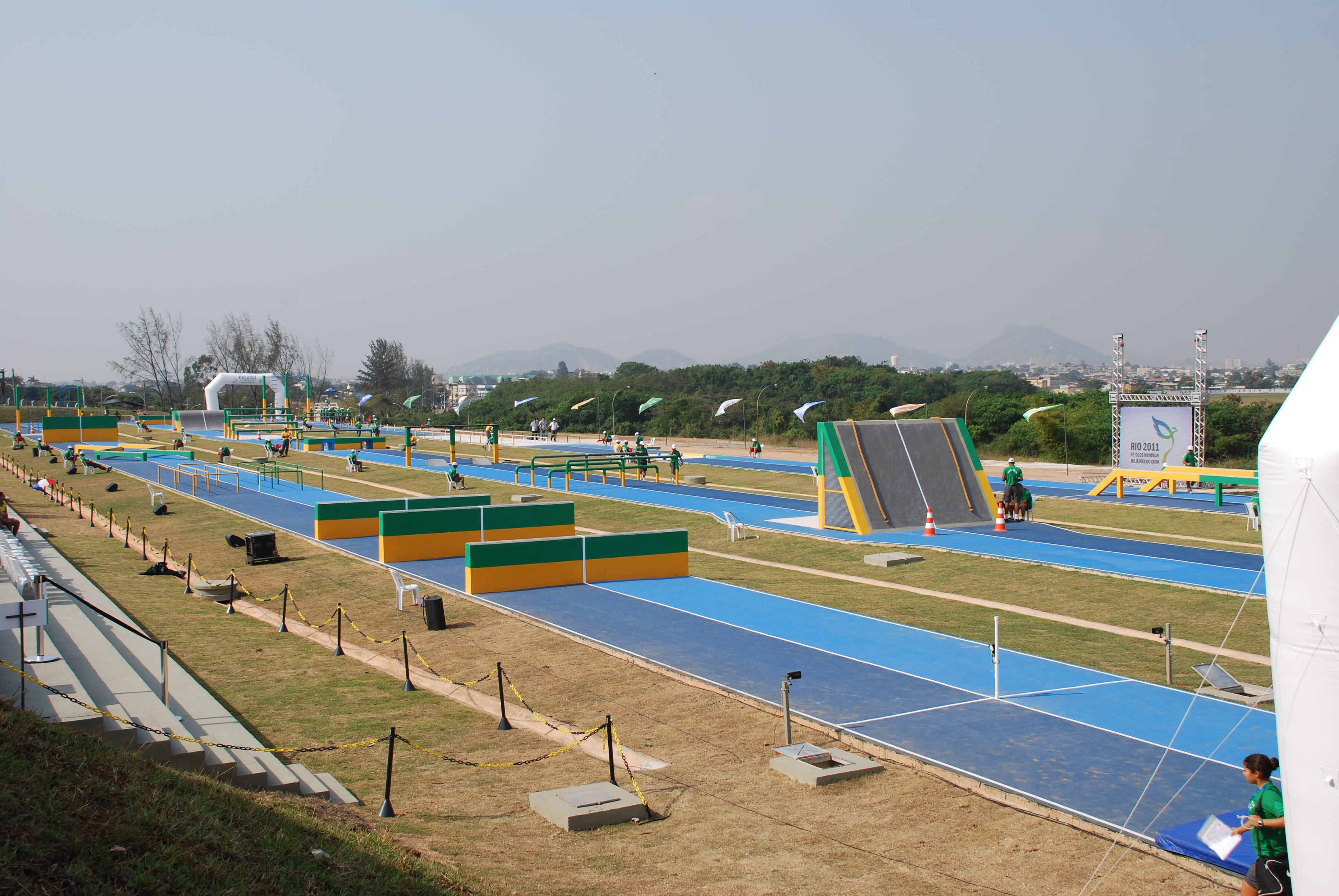
Lądowy tor przeszkód w Rio de Janeiro.

Pięciobój wojskowy na 4. Światowych Wojskowych Igrzyskach Sportowych – zawody dla sportowców-żołnierzy zorganizowane przez Międzynarodową Radę Sportu Wojskowego, które odbyły się w indyjskim Hajdarabadzie w dniach 15–20 października 2007 roku podczas światowych igrzysk wojskowych. Najwięcej medali zdobyli reprezentanci Chin ogółem 7 (w tym 3 złote, 2 srebrne oraz 2 brązowe).
Zawody były równocześnie traktowane jako 54 Wojskowe Mistrzostwa Świata w pięcioboju wojskowym.

## Harmonogram
| Październik 2007   | 14 Nd | 15 Pn | 16 Wt | 17 Śr | 18 Cz | 19 Pt | 20 So | 21 Nd |
| ------------------ | ----- | ----- | ----- | ----- | ----- | ----- | ----- | ----- |
| Pięciobój wojskowy |       |       |       |       |       | 4     | 2     |       |

Legenda
|  | Dzień treningowy |  | Dzień zawodów |  | Finały (ilość) |

## Konkurencje

### Kobiety
- indywidualnie, drużynowo oraz sztafeta w biegu z przeszkodami

### Mężczyźni
- indywidualnie, drużynowo oraz sztafeta w biegu z przeszkodami

W skład pięcioboju wojskowego wchodzą
- konkurencje są ułożone chronologicznie wg kolejności ich rozgrywania:

1. strzelanie – odległość 200 m (2 rodzaje; precyzyjne max czas 10 minut na oddanie 10 strzałów, szybkostrzelne 10 strzałów w ciągu  jednej minuty)
2. bieg z przeszkodami – długość trasy 500 m (lądowy tor przeszkód z 20 przeszkodami)
3. pływanie – dystans 50 m stylem dowolnym (wodny tor przeszkód z 4 przeszkodami)
4. rzucanie granatem – rzut na celność oraz rzut na odległość
5. bieg przełajowy – 8 km mężczyźni, 4 km kobiety

## Uczestnicy
W zawodach pięcioboju wojskowego brało udział 45 drużyn w tym; 31 drużyn męskich (143 pięcioboistów) oraz 14 żeńskich (50 pięcioboistek),  (łącznie 31 reprezentacji narodowych oraz 193 zawodników i zawodniczek). 

### Reprezentacje mężczyzn
- Argentyna (7)
- Austria (5)
- Białoruś (6)
- Brazylia (6)
- Chiny (6)
- Chorwacja (4)
- Czechy (4)
- Dania (6)
- Ekwador (7)
- Estonia (2)
- Finlandia (5)
- Hiszpania (8)
- Holandia (5)
- Indie (8)
- Jemen (1)
- Kolumbia (4)
- Korea Północna (6)
- Litwa (2)
- Łotwa (5)
- Norwegia (9)
- Polska (5)
- Południowa Afryka (5)
- Rumunia (6)
- Rosja (7)
- Serbia (2)
- Słowenia (5)
- Szwajcaria (2)
- Turcja (6)
- Szwecja (5)
- Wenezuela (6)
- Włochy (1)

### Reprezentacje kobiet
- Białoruś (4)
- Chiny (4)
- Czechy (3)
- Dania (4)
- Finlandia (3)
- Hiszpania (4)
- Holandia (4)
- Korea Północna (4)
- Łotwa (4)
- Norwegia (4)
- Polska (1)
- Rosja (4)
- Szwecja (3)
- Włochy (4)

### Reprezentacja Polski
- męska – drużynowo zajęła 20 miejsce, wystąpiła w składzie; Marek Kociuba (indywidualnie 83 miejsce), Krzysztof Mol (84 m.), Adam Marcinkowski (87 m.), Arkadiusz Kozak (117 m.) oraz Robert Szmaciński (140 m.). 
W sztafecie Polacy uzyskali czas - 2:17,00 min, odpadli w pierwszej rundzie eliminacyjnej po porażce z Norwegami (2:02,02).
- kobiet – indywidualnie Małgorzata Stan zajęła 34 miejsce, uzyskała 4779,7 pkt.

## Rezultaty

### Mężczyźni
| Konkurencja               | Złoto                                                          | Złoto       | Srebro                                                                         | Brąz        |                                                                                  |             |
| Konkurencja               | Drużyna / Zawodnik                                             | Wynik       | Drużyna / Zawodnik                                                             | Wynik       | Drużyna / Zawodnik                                                               | Wynik       |
| indywidualnie (szczegóły) | Maksim Kanafin · Białoruś                                      | 5490,6 pkt  | Yang Shiwei · Chiny                                                            | 5460,2 pkt  | He Shugan · Chiny                                                                | 5436,4 pkt  |
| drużynowo (szczegóły)     | Chiny · Yang Shiwei · He Shugan · Zhang Hequan · Wang Xiaokang | 21488,1 pkt | Białoruś · Maksim Kanafin · Michaił Toukach · Aleksandr Saplin · Andrej Kudzin | 21408,6 pkt | Niemcy · Andrej Sonnenberg · Martin Reichart · Robert Krawczyk · Norbert Stracke | 21348,9 pkt |
| sztafeta (szczegóły)      | Ekwador ·                                                      | 1:49,47 min | Korea Północna ·                                                               | 1:49,49 min | Turcja ·                                                                         | 1:53,32 min |

Źródło:

### Kobiety
| Konkurencja               | Złoto                                 | Złoto       | Srebro                                                      | Brąz        |                                                        |             |
| Konkurencja               | Drużyna / Zawodniczka                 | Wynik       | Drużyna / Zawodniczka                                       | Wynik       | Drużyna / Zawodniczka                                  | Wynik       |
| indywidualnie (szczegóły) | Liu Kun · Chiny                       | 5439,9 pkt  | Xu Lei · Chiny                                              | 5411,8 pkt  | Ann-Sofie Forssten · Finlandia                         | 5375,3 pkt  |
| drużynowo (szczegóły)     | Chiny · Liu Kun · Xu Lei · Tian Linna | 16195,9 pkt | Korea Północna · Pak Young-hui · Ya Un-jong · Pak Hyang-sil | 15779,4 pkt | Rosja · Ludmiła Szwec · Julia Naumowa · Elena Simonowa | 15735,8 pkt |
| sztafeta (szczegóły)      | Rosja ·                               | 2:02,61 min | Norwegia ·                                                  | 2:02,94 min | Chiny ·                                                | 2:01,81 min |

Źródło:

## Klasyfikacja medalowa
|                   |                   |                   |                   |   |   |   |    |   |   |   |   |   |   |
| 1                 | Chiny             | 3                 | 2                 | 2 | 7 | 1 | 1  | 1 | 2 | 1 | 1 |   |   |
| 2                 | Białoruś          | 1                 | 1                 | 0 | 2 | 1 | 1  | 0 | 0 | 0 | 0 |   |   |
| 3                 | Rosja             | 1                 | 0                 | 1 | 2 | 0 | 0  | 0 | 1 | 0 | 1 |   |   |
| 4                 | Ekwador           | 1                 | 0                 | 0 | 1 | 1 | 0  | 0 | 0 | 0 | 0 |   |   |
| 5                 | Korea Północna    | 0                 | 2                 | 0 | 2 | 0 | 1  | 0 | 0 | 1 | 0 |   |   |
| 6                 | Korea Północna    | 0                 | 1                 | 0 | 1 | 0 | 0  | 0 | 0 | 1 | 0 |   |   |
| 7                 | Finlandia         | 0                 | 0                 | 1 | 1 | 0 | 0  | 0 | 0 | 0 | 1 |   |   |
| 7                 | Niemcy            | 0                 | 0                 | 1 | 1 | 0 | 0  | 1 | 0 | 0 | 0 |   |   |
| 7                 | Turcja            | 0                 | 0                 | 1 | 1 | 0 | 0  | 1 | 0 | 0 | 0 |   |   |
| Ogółem (9 państw) | Ogółem (9 państw) | Ogółem (9 państw) | Ogółem (9 państw) | 6 | 6 | 6 | 18 | 3 | 3 | 3 | 3 | 3 | 3 |

Źródło: